# Atractotomus prosopidis
Atractotomus prosopidis är en insektsart som först beskrevs av Knight 1968.  Atractotomus prosopidis ingår i släktet Atractotomus och familjen ängsskinnbaggar. Inga underarter finns listade i Catalogue of Life.